# Alison Watt
Pour les articles homonymes, voir Watt (homonymie).
Alison Watt est une peintre britannique née le 11 décembre 1965 à Greenock, en Écosse. Établie à Édimbourg, elle a commencé par réaliser des portraits intimes ainsi que des nus féminins avant que dans les années 1990 elle ne s'inspire de Jean-Auguste-Dominique Ingres et finisse par se concentrer sur les drapés, dans des toiles telles que Sabine, créée en 2000.